# 川西ゆうこ
川西 ゆうこ（かわにし ゆうこ）は日本の女性声優、歌手、YouTuber。広島県出身。フリー。

## 経歴
国立音楽大学卒業、および総合学園ヒューマンアカデミー出身。
2011年よりムーブマンに所属し、2013年よりぷろだくしょんバオバブに移籍。2018年8月31日をもって退所し、以後フリーランスとして活動。

## 出演

### テレビアニメ
- 神様はじめました（2012年、ロリータ）
- メカクシティアクターズ（2014年、通行人）
- FAIRY TAIL（2014年、ウェイトレス）
- 結城友奈は勇者である -結城友奈の章-（2014年、クラスメイト）
- チア男子!!（2016年、DREAMSコーチ）
- ユーリ!!! on ICE（2016年、女性A）

### ゲーム
2013年
- アイコレ〜with you〜（紅林巴）
- DIABOLIK LOVERS（2013年 - 2014年、無神コウ〈幼少期〉） - 2作品
- ヒーローズプレイスメント（不破数衛、知多梅花、ジョッシュ・タルマカサギ）

2014年
- アイドリズム（晴海詩乃）
- ラストサマナー
- トイズドライブ（都丸かぐや、雨生ゆき絵、友永ゆき）

2015年
- ポケモントレッタアルティメットZ（わんぱくリーガー：ケンジ）

2016年
- イノセントベイン（キセラ・キセス）
- ドラゴンハンターCOOP
- ガンダムコンクエスト（ブルーオペレーター）

2017年
- ブレイブリーオブリビオン（アスタロト、デオン、プティ・シャペロン、アフロディーテ）

2018年
- コトダマン（火輪鳥獣・ケツァルコロナ）
- 夜明けのベルカント（マキ・トモエ）
- FLOWER KNIGHT GIRL（ナーエ）

2022年
- ガーディアンテイルズ（オカルト少女、エリス）

### ボイスコミック
- 私が甲子園に連れてったる!!（珍子ちゃん）

### ドラマCD
- DIABOLIK LOVERS（2014年）
- 私立真空管学院 3学期「保健室の怪人」（2015年、医療衛生式イリス）

### 吹き替え
映画
- ドラゴン・フォーシリーズ（2015年、如煙） - 2シリーズ
- ミス・メドウズ 〜悪魔なのか? 天使なのか?〜（2015年、ヘザー）

テレビドラマ
- イニョン王妃の男（2013年）
- 君の声が聞こえる（2014年）

テレビアニメ
- ワクフ（2017年）

### その他
- ガンダムコンクエスト応援団長

## ディスコグラフィ

### シングル
|     | 発売日        | タイトル   | 規格品番   | オリコン最高位 |
| --- | ------------- | ---------- | ---------- | -------------- |
| 1st | 2015年4月28日 | 運命ひらり | TRCD-10264 | 77位           |
| 2nd | 2018年7月25日 | bouquet    | TRCD-10433 | 117位          |

### アルバム
|      | 発売日        | タイトル  | 規格品番   | オリコン最高位 |
| ---- | ------------- | --------- | ---------- | -------------- |
| ミニ | 2016年8月17日 | Fightless | TRCD-10264 | 204位          |
|      | 2025年8月15日 | Jewel Box | YUKO-0815  |                |

### タイアップ
| 楽曲                         | タイアップ                                     | 時期   |
| ---------------------------- | ---------------------------------------------- | ------ |
| 運命ひらり                   | ゲーム『FLOWER KNIGHT GIRL』主題歌             | 2015年 |
| truth                        | ゲーム『FLOWER NIGHT GIRL』イメージソング      | 2015年 |
| Y・BOY                       | ゲーム『AKIBA'S BEAT』使用曲                   | 2016年 |
| Guilty or Not Guilty         | ゲーム『AKIBA'S BEAT』使用曲                   | 2016年 |
| Synchronous Idle（同期信号） | ゲーム『AKIBA'S BEAT』使用曲                   | 2016年 |
| 世界記憶                     | ゲーム『イノセントベイン』主題歌               | 2016年 |
| PROELIUM                     | ゲーム『FLOWER KNIGHT GIRL』主題歌             | 2016年 |
| 夢に舞う                     | ゲーム『FLOWER KNIGHT GIRL』主題歌             | 2018年 |
| 爛漫と絢爛                   | ゲーム『FLOWER KNIGHT GIRL』主題歌             | 2018年 |
| 夜明けのベルカント           | ゲーム『夜明けのベルカント』オープニングテーマ | 2018年 |

### 歌手参加楽曲
| 発売日         | 商品名 | 歌                               | 楽曲                                   | 備考                                               |
| -------------- | ------ | -------------------------------- | -------------------------------------- | -------------------------------------------------- |
| 2015年8月      | -      | 川西ゆうこ                       | 「Catch Your Dreams!」                 | ゲーム『メイプルストーリー』関連曲                 |
| 2015年11月19日 | -      | Gero、湯毛、鈴木ぷよ、川西ゆうこ | 「ポケモントレッタアルティメットZ!!!」 | ゲーム『ポケモントレッタアルティメットZ』主題歌    |
| 2017年10月27日 | -      | 川西ゆうこ                       | 「神星-ゆめいろ-」                     | ゲーム『Love Kami-Sweet Stars-』オープニングテーマ |
| 2017年12月29日 | SONOCA | 川西ゆうこ                       | 「忘却の彼方」                         | ゲーム『ブレイブリーオブリビオン』主題歌           |

### キャラクターソング
| 発売日        | 商品名 | 歌                     | 楽曲                             | 備考                         |
| ------------- | ------ | ---------------------- | -------------------------------- | ---------------------------- |
| 2014年3月27日 | -      | 晴海詩乃（川西ゆうこ） | 「ハイウェイ・スパイス」         | ゲーム『アイドリズム』関連曲 |
| 2015年6月9日  | -      | 晴海詩乃（川西ゆうこ） | 「ダブルフェイスディスティニー」 | ゲーム『アイドリズム』関連曲 |